# Криасан-Велья
Криасан-Велья (порт. Criação Velha) — район (фрегезия) в Португалии, входит в округ Азорские острова. Расположен на острове Пику. Является составной частью муниципалитета Мадалена. Население составляет 818 человек на 2001 год. Занимает площадь 16,39 км².
Покровителем района считается Дева Мария (порт. N. Sra. das Dores).